# Fluorowodór
Fluorowodór, HF – nieorganiczny związek chemiczny zbudowany z fluoru i wodoru. Jest to bezbarwna ciecz lub gaz o ostrym zapachu. Jego temperatura wrzenia jest niewiele niższa od temperatury pokojowej, co wyróżnia go spośród innych fluorowcowodorów (np. temp. wrz. HCl wynosi –85 °C). Spowodowane jest to występowaniem pomiędzy cząsteczkami tego związku silnych wiązań wodorowych.
Jego wodny roztwór nazywany jest kwasem fluorowodorowym.

## Budowa cząsteczki

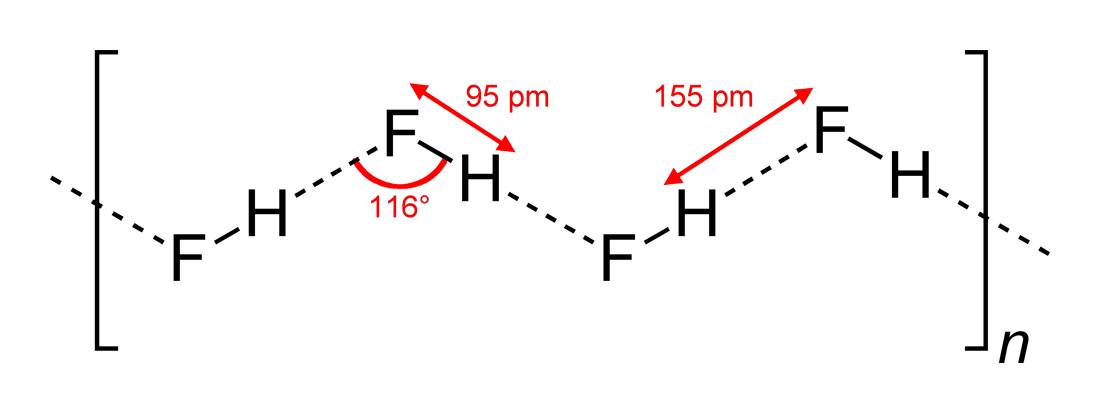
Łańcuch fluorowodoru w stanie stałym

Fluorowodór w stanie stałym tworzy zygzakowate łańcuchy cząsteczek – asocjat HF. Cząsteczki HF o wewnętrznych wiązaniach H-F o długości 0,95 Å, są połączone wiązaniami wodorowymi H···F o długości 1,55 Å
Ciekły HF również tworzy zygzakowate łańcuchy, tyle że krótsze, zawierające średnio pięć do sześciu połączonych cząsteczek. Wyższa temperatura topnienia HF niż innych fluorowcowodorów jest spowodowana silnymi wiązaniami wodorowymi pomiędzy cząsteczkami. HF posiada moment dipolowy.

## Otrzymywanie
Fluorowodór otrzymuje się działając kwasem siarkowym na fluorek wapnia:
CaF2 + H2SO4 → CaSO4 + 2HF↑

## Zastosowanie
HF jest stosowany do fluorowania węglowodorów. Wykorzystuje się go przy przeróbce ropy naftowej, wytrawianiu znaków i napisów na szkle, wytwarzaniu glinu, produkcji aluminiowych puszek, oczyszczaniu kwarcu. Jest także stosowany do wyrobu heksafluorku uranu UF6 używanego do wzbogacania uranu.
Fluorowodór bywa spotykany w odrdzewiaczach do stali, preparatach do oczyszczania mosiądzu, trawienia szkła. Preparaty zawierające HF zostały wycofane z użytku ze względu na jego toksyczność. HF jest najczęściej sprzedawany jako: ciekły bezwodny fluorowodór, 70% roztwór w wodzie lub 40% roztwór w wodzie.

## Wpływ fluorowodoru na zdrowie

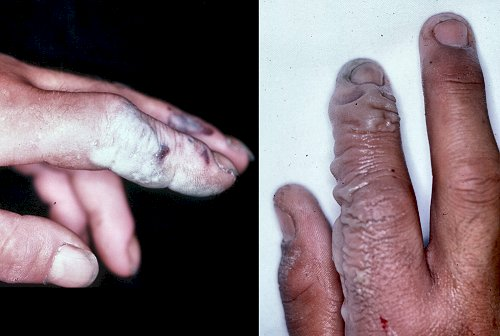
Skutki poparzenia ręki.

Posiada ostry zapach, drażni drogi oddechowe. Ciekły HF oraz jego stężone roztwory powodują trudno gojące się rany. Rozcieńczone roztwory również są bardzo niebezpieczne, gdyż przenikają bez uczucia bólu przez skórę i tkanki miękkie atakując bezpośrednio chrząstki i kości.
Fluorowodór jest toksyczny, a zatrucie nim może być fatalne w skutkach po spożyciu lub absorpcji przez skórę. Oparzenia fluorowodorem wymagają niezwłocznego leczenia i uwagi od razu, gdy zostaną zauważone. Oparzenia kwasem fluorowodorowym nie są podobne do oparzeń innymi kwasami. Jednorazowe skutki oparzeń zależą od stężenia roztworu kwasu. Efekt oparzenia kwasem 50% jest natychmiast widoczny, stężenia 20-50% roztworu skutkują objawami po jednej do ośmiu godzin. Stężenie niższe niż 20% skutkuje widocznymi objawami w ciągu 24 godzin od czasu oparzenia.
HF może oddziaływać na ciało przez wdychanie, połknięcie, kontakt ze skórą. Po spożyciu, lub oparzeniu skóry lub oczu najważniejszym objawem jest obniżenie zawartości wapnia w osoczu krwi i wytrącanie nierozpuszczalnego w wodzie fluorku wapnia CaF2, co może skutkować silnym bólem, zmianami metabolizmu i śmiercią.
W postaci cieczy przechowywany w butelkach plastikowych, butlach stalowych, miedzianych lub srebrnych kanistrach. Nie przechowuje się go w opakowaniach szklanych z uwagi na to, że reaguje ze szkłem.